# 当代中国的思想状况与现代性问题
《当代中国的思想状况与现代性问题》是汪晖的文章。1994年在韩国的《创作与批评》上全文刊出，1997年在海南《天涯》杂志发表，成为“中国新左派”与“自由派”之争的导火索。

## 后续
文章刊出后引发学术界反响。2001年，汪晖又写《一九八九社会运动与中国“新自由主义” 的历史根源：再论中国大陆的思想状况与现代性问题》作为回应，刊于《台湾社会研究季刊》。

## 评论
陈子明在《新威权主义与新左派的历史根源》（续篇《一九八九社会运动与中国“新自由主义” 的历史根源：再论中国大陆的思想状况与现代性问题》的书评）中写道，中国思想界的现实状况是一种三足鼎立的格局：以新权威主义为代表的右派，以自由主义以及自由──社会民主主义共同底线为主体的中派，以新左派为理论盟主的左派；前者是强势话语，后两者是弱势话语。两个弱势话语联手与强势话语抗争，本应是很容易想到的一种选择；但汪晖却不以为然，他偏要自己把新威权主义和自由主义硬捆在一起，假称自由主义是强势话语，然后把批判的火力倾泻到自由主义身上，同时悄悄地避开对新威权主义的任何实质性批评。